# René-Pierre Quentin
René-Pierre Quentin (Collombey-Muraz, Suiza; 5 de agosto de 1943) es un exfutbolista suizo que jugaba en la posición de delantero.

## Carrera

### Club
Inició su carrera con el FC Sion donde estuvo de 1963 a 1968 participando en 148 partidos y anotando 68 goles, además de que ayudó al club a ganar la Copa de Suiza en 1965.
En 1968 ficha con el FC Zúrich por tres años, participando en 67 partidos y anotó en nueve ocasiones, además de ganar la Copa de Suiza en 1970.
En 1970 regresa al FC Sion donde en 58 partidos anota seis goles y gana la Copa de Suiza en 1974, retirándose un año después.

### Selección nacional
Jugó para Suiza de 1964 a 1973 en 34 partidos y anotó 10 goles, uno de ellos el único gol de Suiza en la Copa Mundial de Fútbol de 1966 ante España.  Su sobrino Yvan Quentin también formó parte de la selección nacional.

## Logros
- FC Sion
  - Copa de Suiza (2): 1965, 1974
- FC Zürich
  - Copa de Suiza (1): 1970